# Hutoro-Hubînîha, Novomoskovsk
Hutoro-Hubînîha (în ucraineană Хуторо-Губиниха) este un sat în comuna Spaske din raionul Novomoskovsk, regiunea Dnipropetrovsk, Ucraina.

## Demografie
Componența lingvistică a localității Hutoro-Hubînîha
     Ucraineană (94,18%)
     Rusă (5,82%)
Conform recensământului din 2001, majoritatea populației localității Hutoro-Hubînîha era vorbitoare de ucraineană (94,18%), existând în minoritate și vorbitori de rusă (5,82%).